# Explosión en Córdoba de 2014
La explosión en Córdoba de 2014 fue una tragedia ocurrida el jueves 6 de noviembre de ese año en un depósito de productos químicos ubicado al norte de la ciudad de Córdoba (Argentina). Dejó un saldo de una mujer fallecida, 66 personas heridas (varias de ellas de gravedad) una veintena de viviendas destruidas y otro medio centenar con daños.

## El lugar
Raponi Industrial Química S.R.L. es una firma cuyo depósito (que no era de su propiedad) se ubicaba en calle Nicolás Avellaneda 2971, en el populoso barrio de Alta Córdoba, a unos cinco kilómetros al norte del centro de la ciudad.

## La explosión
Minutos después de la hora 20:30 (UTC-3), un incendio comenzó en un sector del depósito y en cuestión de segundos los trabajadores lograron abandonar el lugar. A los pocos minutos, los Bomberos arribaron para combatir las llamas. Exactamente a la hora 20:39, cuando el camión del servicio de emergencias estaba realizando maniobras para estacionar de modo tal que se facilite la tarea de extinción, se produjo la potente explosión que dejó un cráter de enormes dimensiones. Una hora después, el fuego pudo ser controlado.

### Consecuencias
La onda expansiva causó graves destrozos en la mayoría de las viviendas ubicadas en los alrededores. El estallido se percibió en gran parte de la ciudad y se calcula que hubo daños en una radio de entre tres y cuatro kilómetros a la redonda. Inmediatamente fueron interrumpidos los servicios de energía eléctrica, agua potable y gas natural. Dos escuelas del sector debieron suspender sus clases durante el día viernes 7, por presentar algunos daños. También se montó un importante operativo por parte de las fuerzas policiales con el objeto de evitar eventuales hechos delictivos, aunque vecinos denunciaron haber sido víctimas de robos.

#### Víctimas y heridos
Al menos 66 personas resultaron heridas, dos de ellas de gravedad: Pablo Amaya, de 15 años; y María Angélica Cueto, de 65. Un bombero de 35 años también resultó con lesiones de consideración, pero fue dado de alta a los pocos días. 
Cueto presentaba múltiples fracturas tras haber quedado debajo de piezas de mampostería, e ingresó al Hospital de Urgencias tras sufrir un paro cardíaco y recibir maniobras de reanimación por el servicio de emergencias 107. El 7 de noviembre fue derivada a la clínica privada Romagosa, donde falleció el sábado 15, nueve días después del siniestro.
El joven Amaya, en tanto, llegó también al Hospital de Urgencias con un hematoma subdural, consecuencia de un traumatismo de cráneo a causa de un golpe por un portón que cayó sobre su cabeza, además de trauma torácico y abdominal y una lesión intraabdominal con compromiso del aparato respiratorio. Se decidió la intervención de Amaya esa misma noche, para evitar que el hematoma aumentara la tensión intracraneal. Más de un mes después, el 10 de diciembre, el joven fue dado de alta.

#### Daños estructurales
Un relevamiento realizado por la Municipalidad durante las horas posteriores al incidente detectó 20 viviendas con daños estructurales, que han quedado inhabitables y deberán ser demolidas. De esas 20 viviendas, 16 sufrieron daños totales. Por la explosión, además, unas 450 casas sufrieron roturas de vidrios, rejas y aberturas, siendo el centro de mayor destrucción las manzanas colindantes al depósito de la química.

### Reacciones
A las pocas horas, ya iniciada la jornada del viernes, el intendente Ramón Mestre declaró el estado de “alerta, emergencia social y zona de desastre” durante un período de 15 días. A través de la medida, se instruyó también al Secretario de Gobierno, Participación Ciudadana y Desarrollo Social a que disponga acciones referidas a prevención y protección de la población, decretando también que ante la situación de emergencia se aplique el uso del Fondo Permanente de Asistencia para Situaciones de Infortunio, Catástrofe o Grave Peligro Público.
Por su parte, el gobernador provincial José Manuel de la Sota destacó el accionar de los distintos funcionarios y trabajadores provinciales y municipales que participan del operativo desplegado luego de la explosión. El mandatario también indicó que tanto el gobierno provincial como el municipio estarían a disposición de la fiscal Eve Flores, quien tiene a cargo la investigación.
En una nota, un grupo de vecinos respondieron a los dichos del jefe de Gabinete de Ministros, Jorge Capitanich, quien el 12 de noviembre afirmara que “hubo una clara y férrea voluntad de establecer comunicación con el propósito de ponernos a disposición de las autoridades de Córdoba”, y que él mismo intentó comunicarse 
sin éxito. Días más tarde, unos diez vecinos del barrio, damnificados por la explosión, viajaron a Buenos Aires y se reunieron con la ministra de Seguridad de la Nación, María Cecilia Rodríguez, para llevarles un pedido de ayuda en nombre de todos los afectados por la detonación.
Tras la explosión, una serie de clausuras se dieron el ciudad: un total de veinticuatro comercios de diversos rubros fueron cerrados, tras detectarse falencias en seguridad, higiene y documentación habilitante. Entre las clausuras, hubo ocho plantas químicas.

## Investigación

### Hipótesis
Entre las principales hipótesis que se manejan, una apunta a que se acopiaban productos no autorizados y/o que había un almacenamiento irregular de los productos para los que estaba habilitada. En el depósito se encontró alcohol, un producto inflamable y que no estaba autorizado para depósito en dicho galpón. Otra hipótesis indica que también se almacenaba químicos para tintorerías, dado que sería proveedor del rubro: concretamente el percloroetileno, un solvente no inflamable pero volátil, es decir, que se transforma fácilmente en vapor. En estado gaseoso forma una nube a ras de suelo ya que es más pesado que el aire. Ese vapor expuesto al calor puede provocar un aumento de presión y por lo tanto una explosión.
La existencia de percloroetileno en el aire también puede haber producido en los vecinos del sector síntomas como irritación de boca y del sistema gastrointestinal, vómitos, náuseas y dolor de cabeza. Los productos inflamables (alcohol y combustible) “se encienden” a bajas temperaturas. En cambio, los productos no inflamables, para los que estaba autorizada la empresa, necesitan de más calor para prenderse fuego. Según se observa en algunos vídeos de los vecinos, primero hubo un incendio y luego ocurrió la gran explosión.
Por ello, se baraja la chance de que ese haya sido el fuego que seguramente fue el detonante de la explosión, y que pudo generarse por una mezcla de sustancias de limpieza como cloro y detergente. Según especialistas, si bien estas sustancias no son inflamables, almacenarlas juntas puede representar un riesgo de explosión.

### Detección de irregularidades
Respecto a los papeles, ante la Municipalidad local y el Gobierno de esa provincia se encontraba registrada como fabricante, mezcladora y fraccionadora de productos químicos para higiene y limpieza, pero también figura como depósito de productos químicos no inflamables. El 6 de octubre, un mes antes del siniestro, la Municipalidad constató tras una inspección que en el predio se fraccionaban productos de limpieza como cloro, detergentes y desengrasantes, y tintas cárnicas, usadas para marcar los animales faenados.
Pero, estos productos no son los que figuran en el sitio web de una reconocida guía telefónica argentina de comercios, empresas y profesionales. En dicho portal, Raponi ofrecía carbonatos, cetonas y alcoholes cetílico, butílico y etílico, varios de ellos altamente inflamables, que no estaban registrados en la habilitación del local.
Si Ramponi Industrial Química almacenaba grandes cantidades de solventes, como el percloroetileno, por reglamentación legal debería haber estado radicada en las afueras de la mancha urbana de la ciudad, en condiciones similares a las previstas para el almacenamiento de pirotecnia. Expertos de la industria química que marcaron la diferencia entre contar con una habilitación para la formulación de productos de limpieza y guardar también a granel químicos que pueden no ser inflamables bien almacenados, pero que se convierten en verdaderas bombas de tiempo con las evaporaciones, como los solventes.
Una versión es que el lugar siniestrado era depósito, además de productos de limpieza, para los cuales contaba con habilitación municipal, de químicos para tintorerías, dado que sería proveedor del rubro. Por otro lado, se comprobó que la industria ocupaba una parcela (la número 10) más de las declaradas ante la habilitación municipal (parcelas 6, 8 y 9), y la misma era utilizada para el almacenamiento de tambores con químicos. Dichos tambores se encontraban a la intemperie, e incluso se puede comprobar mediante imágenes satelitales obtenidas por servidores como Google Earth.
Por su lado, el secretario de Organización del Sindicato del Personal de las Industrias Químicas de Córdoba, Eduardo Serrano, confirmó que tras un relevamiento a los empleados de la empresa, se constató que "estaban mal encuadrados" en el ámbito gremial: estaban incluidos en el sindicato de Empleados de Comercio cuando correspondería que lo estuvieran en el gremio químico. Según Serrano, esto se debió a "una cuestión de costos", y que "hay un seguro especial para todas las industrias químicas".

### Causa judicial
La causa cayó en dependencia de la fiscal Eve Flores. Sergio Hilton Raponi, titular de la química, fue detenido en horas de la tarde del viernes 7 de noviembre bajo la carátula "estrago culposo agravado".
A pocas horas de tomar contacto con el informe preliminar de los peritos de Bomberos de la Policía, el 12 de noviembre, la fiscal decidió convocar a investigadores de la Universidad Nacional de Córdoba y de la Universidad Tecnológica Nacional Regional Córdoba.
Una semana después de la explosión, Raponi se abstuvo a declarar, por lo que Eve Flores decidió negarle la encarcelación, situación contraria de Javier Lagares, quién era responsable del depósito al momento del siniestro.
El 18 de noviembre, la Justicia decide cambiar la carátula para agravar la imputación a Raponi. La figura pasó de "estrago culposo agravado" (que supone penas de un mes a cinco años de prisión) a "estrago doloso agravado por el resultado de la muerte de una persona" (tiene una escala penal de entre 8 y 20 años de cárcel), pese a que la real causa no fue el fallecimiento de una mujer que resultó herida, ocurrido tres días antes, sino que la causa fue que no declaró la parcela 10, que no estaba habilitada para uso de la firma química.
Días más tarde, la justicia admite a dos vecinos como querellantes, por lo que se les acepta el acceso a la causa. Por otro lado, se revelaron datos de un informe de Bomberos de la Policía, donde se confirma la existencia de percusores químicos. Los precursores químicos que la firma pudo utilizar para la fabricación de tintas para carnes, desengrasantes u otros artículos de limpieza, ya que ofrecía una variada gama de productos, también son muy requeridos en el mercado clandestino, en especial, para la elaboración de clorhidrato de cocaína. Por ello, una de las líneas de las sospechas apunta a establecer para qué la firma utilizaba, dentro de sus depósitos declarados de manera oficial, una zona que no había blanqueado nunca ante las autoridades municipales encargadas de realizar las inspecciones de rutina.
Este hallazgo, llevó a que el Fiscal Federal N°1, Enrique Senestrari, solicitara a Eve Flores que se le remita copias del expediente de la causa, ya que pretende investigar el supuesto desvío de precursores químicos.